# Смоймирово
Смойми́рово (мак. Смојмирово) — село у Північній Македонії, яке входить до общини Берово, що в Східному регіоні країни.
Громада складається з — 765 осіб (перепис 2002): 764 македонців і 1 серб. Село розкинулося в гірській місцевості (середні висоти — 899 метрів) в історико-географічної області Мелешево.

## Галерея

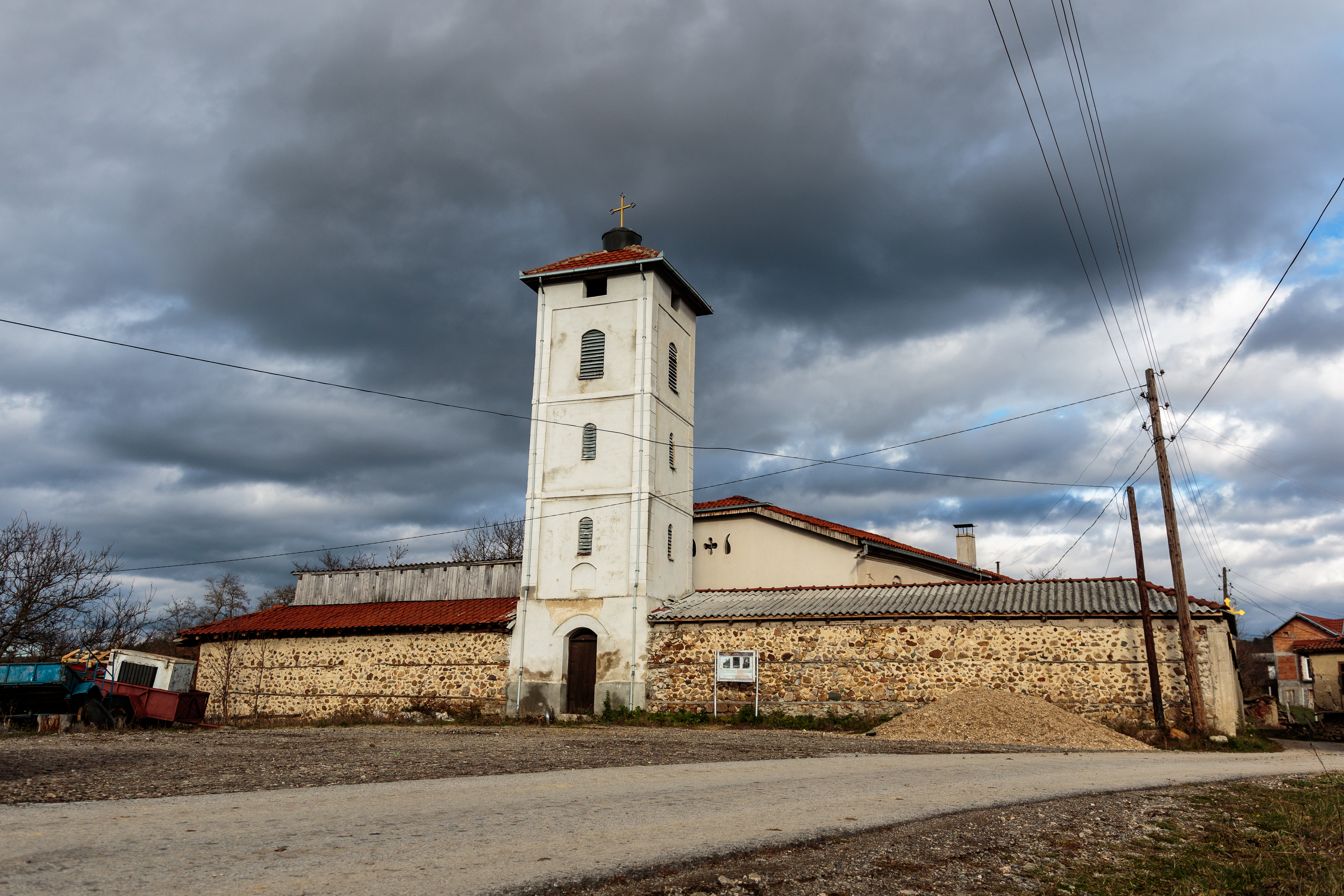
Церква Успіння Пресвятої Богородиці
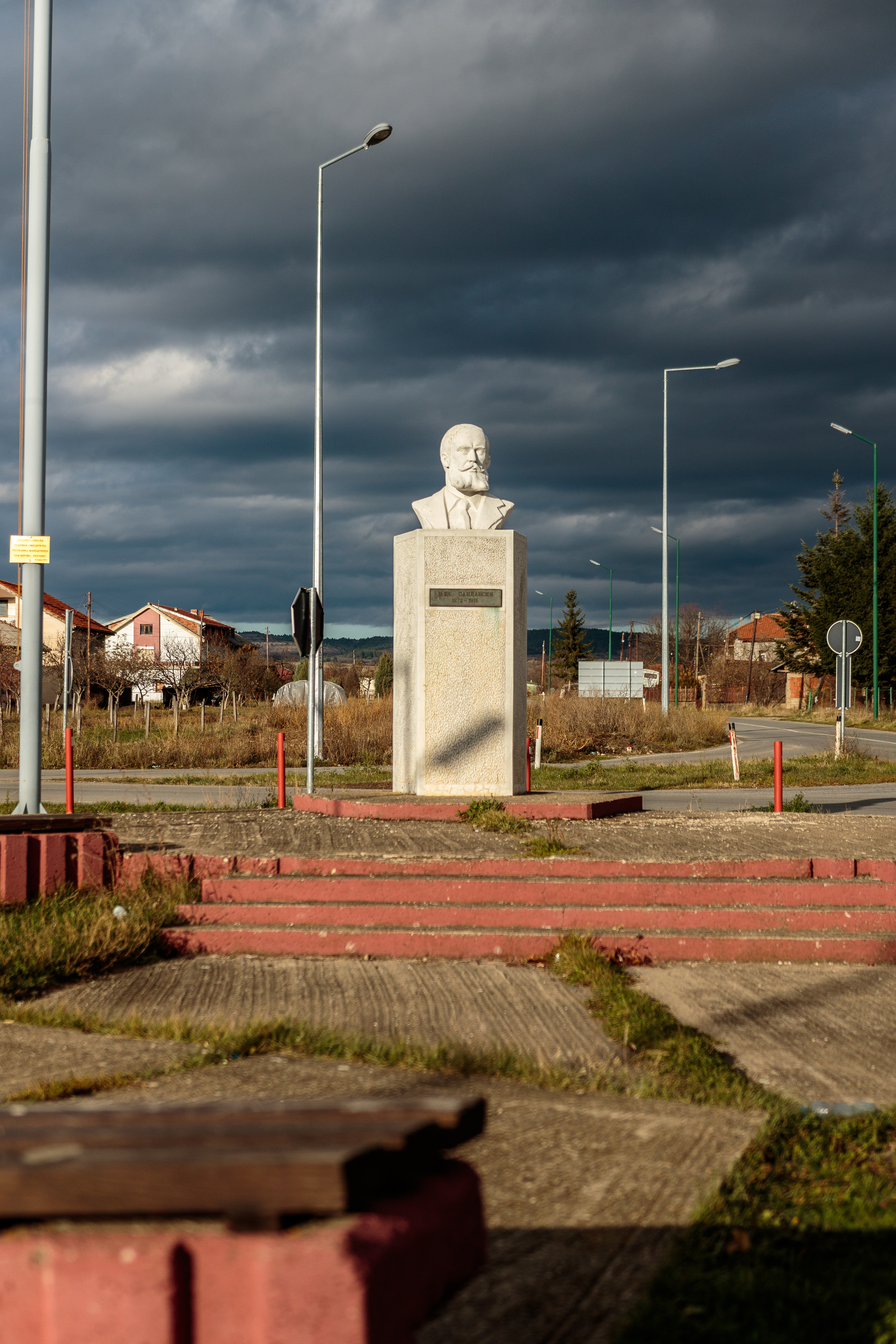
Пам’ятник Яне Санданському
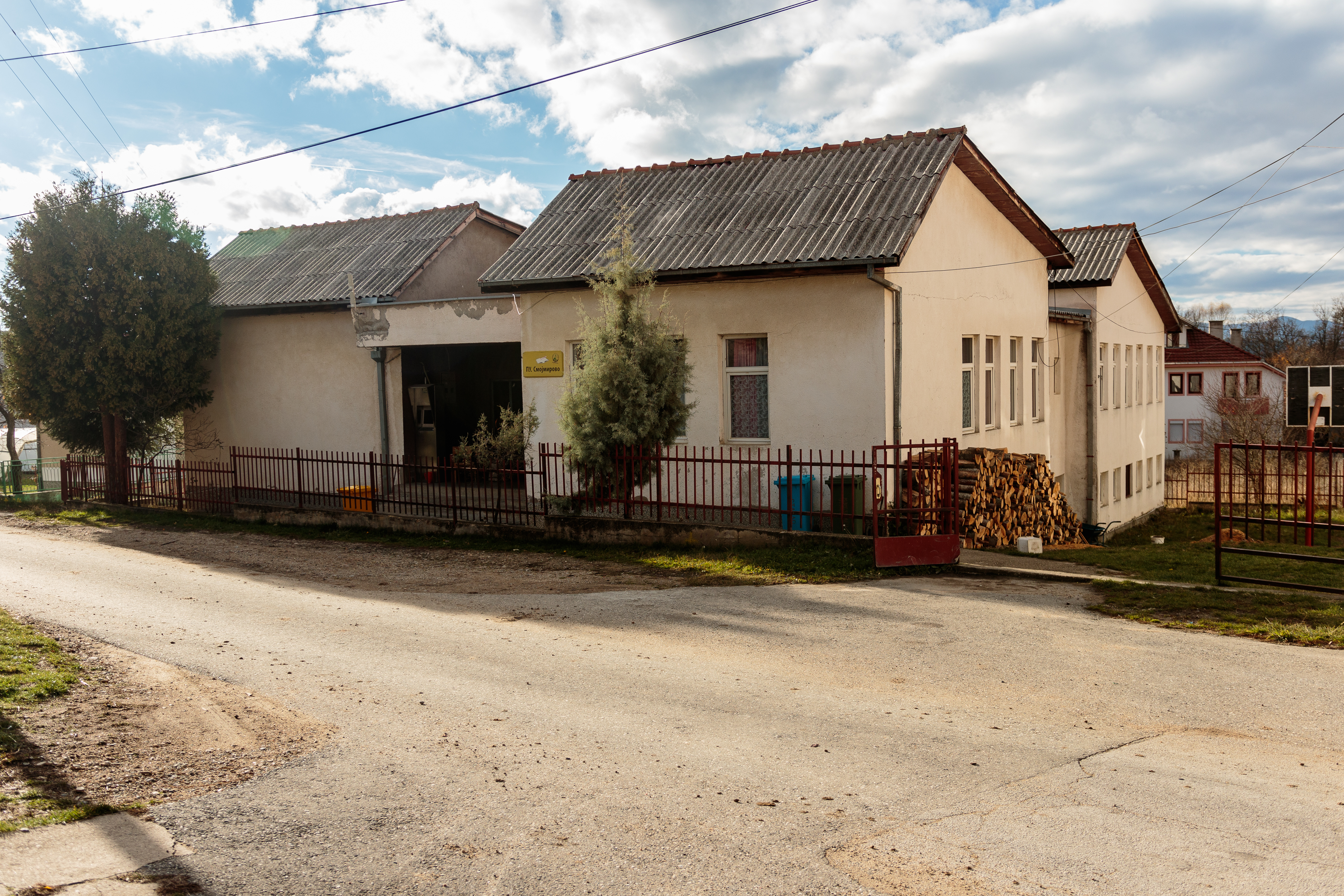
Школа